# Antonio Elviro
Antonio Elviro Berdeguer (Salorino, 13 de junio de 1892-Cáceres, 7 de diciembre de 1936) fue un pensador y médico español, considerado el padre del regionalismo extremeño. En ocasiones se ha equiparado su figura con la de Blas Infante en Andalucía.

## Biografía
Nació el 13 de junio de 1892 en la localidad cacereña de Salorino. Su pensamiento giraba alrededor de dos movimientos, como eran el socialismo y el regionalismo. Su preocupación se centró en el campesinado, como elemento productivo de la sociedad rural. En 1920 publicó el manifiesto "Extremadura para los extremeños", donde exponía sus tesis regionalistas. Su actividad conectaba con el movimiento obrero, enfrentándose a la gran oligarquía de Extremadura. Durante la Segunda República Española evolucionó finalmente hacia el socialismo.
En la guerra civil fue detenido por las fuerzas sublevadas, siendo juzgado por un Consejo de Guerra y fusilado el 7 de diciembre de 1936 en Cáceres.